# Gyūdon
Gyūdon (牛丼 (Ngưu đảm)/ ぎゅうどん/ ギュードン có nghĩa là "bát thịt bò"), là món cơm với thịt bò của Nhật Bản. Thành phần chính gồm cơm đựng trong bát to và sâu, phía trên là thịt bò nấu với hành tây và nước sốt ngọt chế từ dashi (thường là loại dashi từ cá hoặc rong biển), xì dầu và mirin (rượu nấu ăn Nhật). Gyūdon cũng thường được ăn chung với mì sợi shirataki, và đôi khi còn ăn chung với trứng gà sống. Đây là một món ăn rất phổ biến ở Nhật Bản. Các thức ăn kèm theo gyūdon gồm beni shōga (gừng muối), shichimi (ớt bột) và có thể kèm theo món canh miso (canh nấu từ tương). Gyū có nghĩa là "thịt bò" hay "bò", và don là viết tắt của donburi, trong tiếng Nhật là cái "bát".

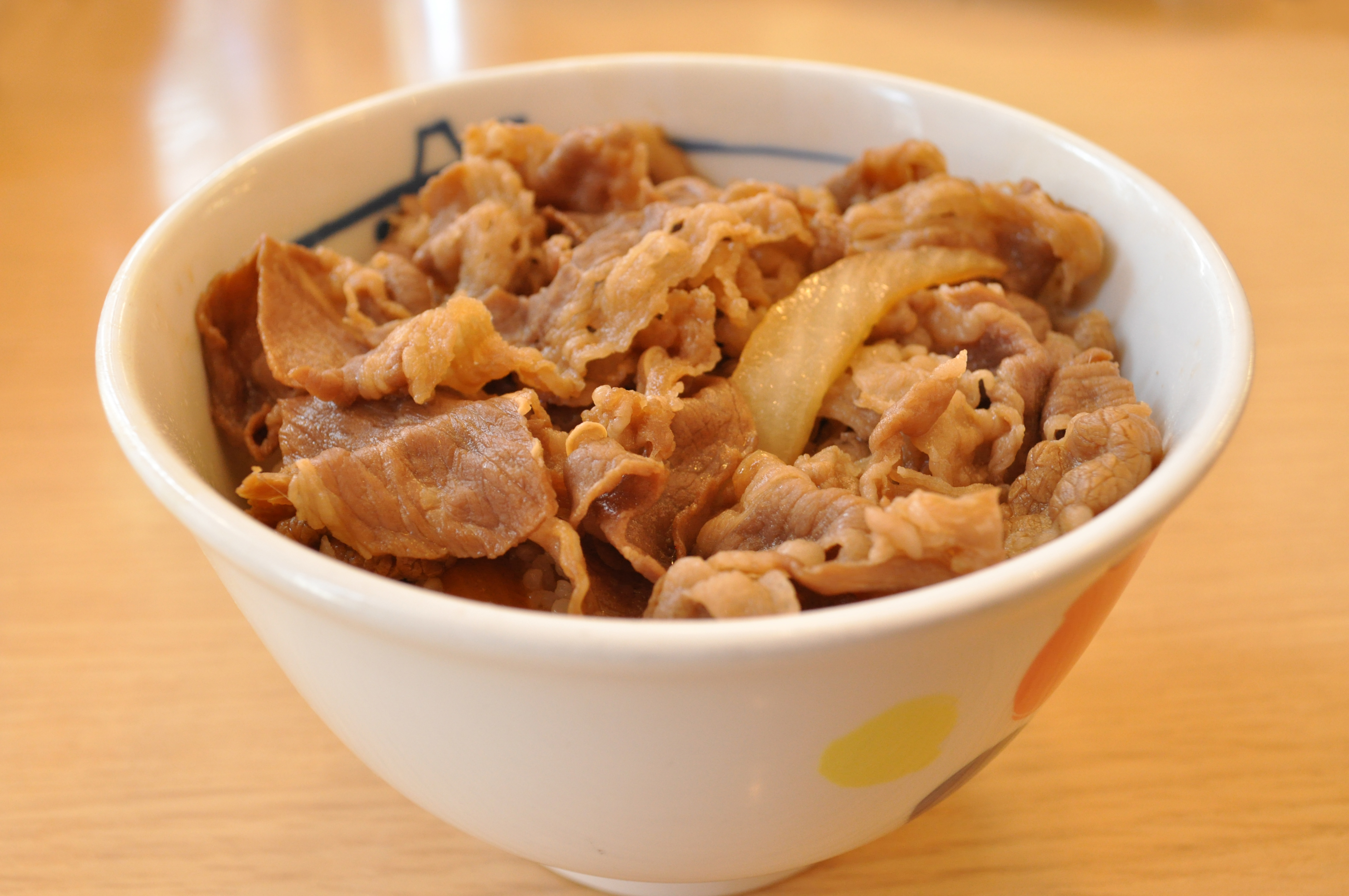
Gyūdon

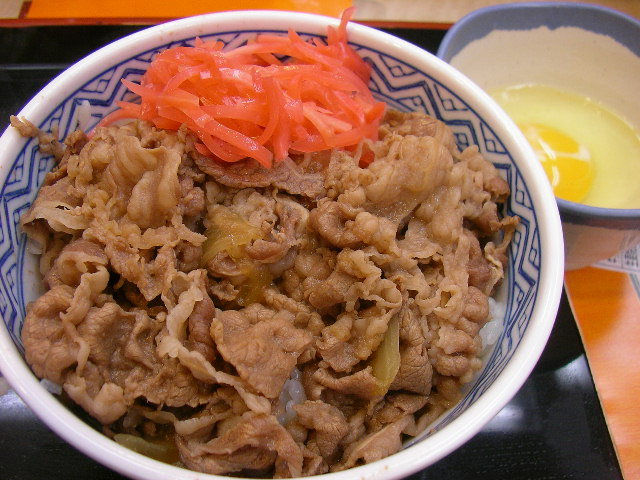
Gyūdon

Có rất nhiều cửa hàng và chuỗi cửa hàng thức ăn nhanh phục vụ món gyūdon. Các công ty bán gyūdon lớn nhất ở Nhật Bản là Yoshinoya và Sukiya. Một chuỗi nhà hàng lớn khác, Matsuya, bán gyūdon dưới cái tên gyūmeshi (牛めし).

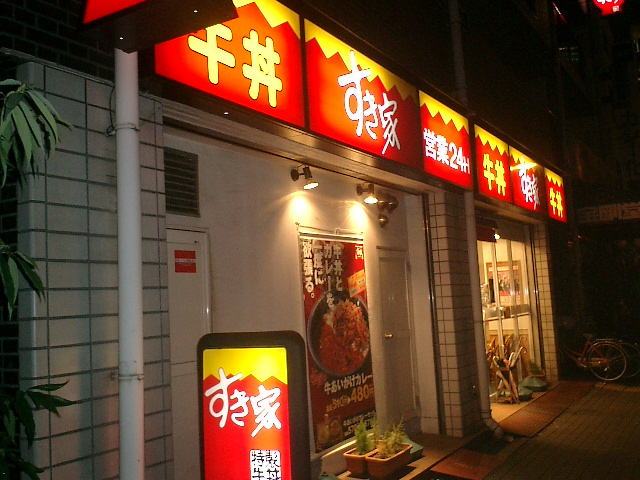
Sukiya là một trong những khu ẩm thực bán gyūdon lớn nhất Nhật Bản.